# Richie Ray
Ricardo Maldonado Morales (Brooklyn, Nueva York, 15 de febrero de 1945), más conocido como Richie Ray o Ricardo Ray, es un pianista, cantante, arreglista, compositor y pastor evangélico estadounidense de ascendencia puertorriqueña. Con el cantante Bobby Cruz conforma uno de los grupos de salsa más importantes de la historia, la orquesta de Richie Ray y Bobby Cruz. Se le conoce como "El Rey de la Salsa", "El Embajador del Piano", "Goldfingers" y "El Piano de las Américas". Es creador e impulsor del ritmo boogaloo y del género salsa.

## Primeros años
Ricardo Maldonado Morales nació en el condado de Brooklyn, Nueva York, de padres puertorriqueños. Vivían en la calle Hoyt. El padre de Ricardo, Pacífico Maldonado, fue un consumado guitarrista en su ciudad natal, Bayamón. Los padres de Richard lo habían influido para tomar clases y comenzó a tocar el piano cuando tenía siete años. Su vida a lo largo de la asociación con Bobby Cruz inició cinco años después. Esta combinación fue el comienzo de uno de los dúos más grandes de salsa en la industria de la música latina.
Asistió al Conservatorio de Música de Brooklyn, la famosa High School of Performing Arts, y la Juilliard School of Music. Esta experiencia sirvió para desarrollar y perfeccionar su formación musical. Además, se convirtió en compositor y arreglista de diversos géneros de música latina que fueron populares en aquella época la guajira, el cha-cha-chá, el bolero y otros. Una faceta menos conocida de Richie es la de bajista.

## Carrera musical
Richie dejó Juilliard, después de solo un año. Hizo esta opción para que pudiera organizarse y dedicarse a su propia banda. Un año después se unió a Bobby Cruz en la primera voz. En 1965, firmó con Fonseca Records y lanzó su álbum debut, Ricardo Ray Arrives-Comején. El álbum incluía temas como «Mambo jazz», «Comején», «Viva Richie Ray», «El mulato», «Suavito», «Pa’ chismoso: tú» y el bolero-chá «Si te contaran», que fueron éxito de inmediato. La famosa pareja grabó algunos de sus mejores trabajos durante el período que estuvieron con la etiqueta de Fonseca.
El nombre artístico de Richie Ray se dio porque, al crear la orquesta, esta inicialmente se llamó la Orquesta de Ricardo & Ray, en referencia a su hermano Raymond Ray Maldonado Morales que tocaba la trompeta. Al poco tiempo la banda se popularizó como la orquesta de Ricardo Ray & Bobby Cruz.
En 1966, el grupo cambió al sello discográfico Alegre, coincidiendo con la llegada del Boogaloo. Richie & Bobbie grabaron nueve álbumes con Alegre. Fue parte de Tico/Alegre hasta 1970, y durante ese tiempo produjo éxitos como «Richie's jala jala», «Mr. Trumpet Man», «Señor embajador», «Agúzate» (ganador del Premio Disco Dorado), «Amparo Arrebato», «Traigo de todo», y la versión en español de «My way» (de Frank Sinatra), llamada «A mi manera». Esta canción llegó a ser la versión de «My way» más tocaba en la radio en 1970; la canción también ganó el premio Disco Dorado para el dúo.
Mientras estaba con Alegre, Richie también grabó dos álbumes para UA Latino. Estos incluyen «Viva Ricardo» y «El diferente» (ganador del Premio Disco Dorado). El grupo logró un éxito número uno con la canción «Colorín colorao», mientras «El diferente», «Feria en Manizales», y «¡Ay, compay’!», se hicieron éxitos números uno en América Latina.
En 1968, Richie & Bobby habían estado juntos profesionalmente durante cinco años, había escrito la mayoría de sus canciones juntos, y por primera vez en el álbum de Los Durísimos, compartían la igualdad de facturación en un álbum. Este álbum tuvo éxitos como «Agallú», «Pancho Cristal», «Adasa», y «Yo Soy Babalú». Desde entonces la banda se conoce como Richie Ray y Bobby Cruz.

## Años 1970
En 1970, Ray y Cruz salieron de Nueva York y se mudaron a San Juan, Puerto Rico, por motivos profesionales y personales.
Ellos en sociedad abrieron un club nocturno, pero su gestión requería mucho de su tiempo. Poco después, decidieron vender el establecimiento para centrarse en sus compromisos artísticos. Ese mismo año, Ray y Cruz firmaron con el nuevo Vaya Records, una subsidiaria de Fania Records.
En 1971, lanzaron «El Bestial Sonido de... Richie Ray & Bobby Cruz», la primera noticia sobre Vaya Records, y fue uno de sus mejores álbumes en esa etiqueta. El álbum fue oro, y les llevó a la parte superior de las carteleras radiales una vez más. Incluye éxitos como «Señora» de Joan Manuel Serrat; la versión en bolero del clásico tango de Gardel/Lepera, «Volver», cantada por Miki Vimari; y la composición de Rubén Blades «Guaguancó Triste», así como la salsa de James Taylor versión de «Fire and Rain». El tema que le da nombre al álbum es «Sonido Bestial», cuyo impecable primer solo de piano se basó en el Estudio Revolucionario Opus 10 # 12 de Frédéric Chopin, donde Richie hace gala de su formación de pianista clásico, mientras que el segundo solo apela a la escala pentatónica de blues. Este tema es considerado una obra maestra de la Salsa y, además de tener influencias de Chopin y del blues, se nutre de compositores como Ígor Stravinsky, Ennio Morricone, Dave Brubeck, además de la música afrocubana.
En 1974, el Dúo Dinámico ganó el título «Los Reyes de la Salsa» en el Coliseo Roberto Clemente en San Juan (Puerto Rico). Durante un período de 12 horas, 24 grupos habían competido por el ansiado título, y Ray y Cruz salieron triunfantes. Los contratos comenzaron a surgir, las solicitudes de entrevistas y apariciones en televisión, e incluso en películas.

## El nuevo cristiano
Todas estas cosas hablaron de éxito, pero Ray sufrió fuertes problemas emocionales durante este tiempo, experimentando también con drogas. El propio Richie Ray ha manifestado que a pesar de la fama y el dinero, sentía un vacío en su vida. Se enamoró de una joven, pero esta no sentía lo mismo por él, lo cual lo llevó a una profunda depresión, llegando a desear quitarle la vida a aquella muchacha y luego suicidarse; sin embargo, Richie manifiesta que en esos momentos difíciles tuvo un encuentro con Dios, experimentando seguidamente una «conversión» al cristianismo.
En agosto de 1974, sorprendió a muchos cuando anunció que él se había convertido en un «seguidor» de Cristo (cristiano evangélico).
A pesar de estos cambios, Ray y Cruz siguieron recibiendo el apoyo de sus fanes. De 1976 fue puesta en venta su nuevo álbum: Reconstrucción (disco de oro), el cual fue el disco más vendido de su carrera musical, convirtiéndose inclusive en uno de los diez discos más vendidos en toda la historia de la salsa. El álbum incluyó su mega éxito «Juan en la ciudad». Siguieron con Viven (en 1977), de nuevo Los durísimos. Una vez más (1980), y su versión final en Vaya Records Los inconfundibles (1987) en la que Ray y Cruz anunciaron su retiro de la salsa. Todas estas versiones fueron exitosas.
Sus creencias evangélicas no solo se transmitieron a través de su música. Tanto Ray como Cruz son pastores, y han fundado más de veinte iglesias en todo Puerto Rico y Estados Unidos. Además, Ray fundó la empresa Salvation Records para apoyar a los cantantes de música cristiana. Luego, continuó su carrera musical a pesar de su gran amigo, Cruz, se había retirado.
En 1991, Richie & Bobby acordaron reunirse para realizar tres conciertos de despedida donde presentaron su historia, tocando los más grandes éxitos ―desde el principio hasta los actuales, de música cristiana― en la Sala de Bellas Artes en la ciudad de San Juan (Puerto Rico); en el Madison Square Garden, en la ciudad de Nueva York. El recital más multitudinario fue en el estadio El Campín, en Bogotá (Colombia), donde pagaron para entrar 105000 personas.
En 1999 se reunieron nuevamente para el concierto «Sonido Bestial VIP», en el coliseo Rubén Rodríguez, ubicado en la ciudad de Bayamón (Puerto Rico), que cantó algunos de sus primeros éxitos junto con algunos de sus cantos religiosos y el concierto fue grabado en vivo. El resultado fue tan impresionante que se les ofreció un contrato por Universal Records, la grabación fue seleccionado como una de las mejores grabaciones de 1999. La pareja se ha mantenido activa en la escena de la música desde entonces.

## Año 2000 en adelante
En el 2000, Ray y Cruz celebraron una serie de conciertos en la sala Antonio Paoli del Centro de Bellas Artes Luis A. Ferré, en la ciudad de San Juan (Puerto Rico). También fueron honrados con el Día Nacional de la Salsa en la ciudad de Bayamón (Puerto Rico). En 2002, Richie Ray y Bobby Cruz fueron incluidos en el International Latin Music Hall of Fame.
Ray vive actualmente en el estado de Florida con su esposa y además de estar activo musicalmente, también es ocupado asistiendo a las iglesias. Richie Ray es considerado, junto con Eddie Palmieri, Charlie Palmieri y Papo Lucca, uno de los mejores y más influyentes pianistas de todos los tiempos en la música salsa. En 2006, Ricardo Ray y Bobby Cruz recibieron de parte de la Academia Latina de Grabación el Latin Grammy «Lifetime Achievement» o «Premio a la excelencia musical» por sus valiosas contribuciones a la música latina, mientras que en 2007, el álbum A Lifetime of Hits - Live at Centro de Bellas Artes, San Juan, Puerto Rico fue nominado para los Grammys latinos como «mejor álbum tropical contemporáneo», por su parte, en esa misma gala, su inseparable compañero, Bobby Cruz, se alzó con un Grammy en la categoría de «mejor álbum tropical tradicional», con el álbum Románticos de ayer, hoy y siempre.
El 16 de agosto de 2008, Richie Ray y Bobby Cruz celebró sus 45 años en el mundo musical con un concierto en el Coliseo José Miguel Agrelot.
El 2 de febrero de 2013, el dúo celebró su cincuentenario en el mismo lugar, con una asistencia masiva del público. El show contó con la participación de varios artistas invitados, ente ellos, Alex D'Castro, Ismael Miranda, Chucho Avellanet y Alfredo de la Fe
En el mes de julio de 2013 realizaron una presentación en la ciudad de Lima (Perú).
En 2016 recibieron la ciudadanía colombiana en el Congreso de la república, en Bogotá.￼

## Discografía
| Fonseca Records                                                                                | Alegre Records                               | United Artists                                                                                    |
| ---------------------------------------------------------------------------------------------- | -------------------------------------------- | ------------------------------------------------------------------------------------------------- |
| Comején 1965                                                                                   | Se Soltó (On The Loose) 1966                 | El Diferente 1970                                                                                 |
| On The Scene 1966                                                                              | Jala Jala y Boogaloo Vol. 1 1967             | Viva Ricardo 1969                                                                                 |
| 3 Dimensiones 1966                                                                             | Jala Jala y Boogaloo Vol. 2 1968             |                                                                                                   |
| Richie Ray Introducing Bobby Cruz A-Go-Go 1966                                                 | Los Durísimos 1968                           |                                                                                                   |
| En Fiesta Navideña 1966                                                                        | Let's Get Down to the Real Nitty Gritty 1968 |                                                                                                   |
|                                                                                                | Los Durísimos y Yo 1969                      |                                                                                                   |
|                                                                                                | Agúzate 1970                                 |                                                                                                   |
|                                                                                                | In Orbit 1971                                |                                                                                                   |
| Vaya Records                                                                                   | Ray & Bo Records                             | Apariciones con la Fania All-Stars                                                                |
| El Sonido Bestial 1971                                                                         | A Su Nombre Gloria 1978                      | Our Latin Thing 1971 Ahora Vengo Yo                                                               |
| Felices Pascuas 1972                                                                           | Renovando la salsa 1979                      | Live at The Red Garter Vol. 1 1972 (1968) Richies Bag                                             |
| Jammin' Live 1972                                                                              | Abriendo Surcos 1979                         | Fania All Stars at The Cheetah Vol. 2 1974 (1971) Ahora Vengo Yo                                  |
| Bobby Cruz Canta Para Ti 1972                                                                  | En Familia 1983                              | Latin-Soul-Rock 1974 El ratón                                                                     |
| Amor en la Escuela 1974                                                                        | Más Que Vencedores 1987                      | Live at the Yankee Stadium Vol. 2 1975 Hermandad Fania                                            |
| 1975 1974                                                                                      | Maravilloso 1985                             |                                                                                                   |
| 10 Aniversario 1975                                                                            | Adelante Juventud 1988                       |                                                                                                   |
| Reconstrucción 1976                                                                            | Angie, Mi Piano y Yo 1992                    |                                                                                                   |
| Viven 1977                                                                                     |                                              |                                                                                                   |
| El Sonido de la Bestia 1980                                                                    |                                              |                                                                                                   |
| De Nuevo "Los Durísimos" Again 1980                                                            |                                              |                                                                                                   |
| Pinturas 1981                                                                                  |                                              |                                                                                                   |
| Back to Back 1982                                                                              |                                              |                                                                                                   |
| Las Águilas 1982                                                                               |                                              |                                                                                                   |
| Los Inconfundibles 1987                                                                        | Releases After the Year 2000                 |                                                                                                   |
| Voz, Palabra y Júbilo 2000 WEA Latina                                                          | Lo Nuevo y lo Mejor 2001 WEA Latina          | Caminando 2002 Rejoice Music                                                                      |
| Casa de Alabanza Vol. 1 2003 (Rejoice Music) WEA Latina                                        | 40 Aniversario en vivo 2004 Combo Records    | Que Vuelva la Música 2005 Tropisounds                                                             |
| A Lifetime of Hits... (Live at Centro de Bellas Artes, San Juan, Puerto Rico.) 2006 TropiSunds | 33 Años en Cristo 2008 TropiSunds            | Para Siempre: Homenaje a una Leyenda, Joe Arroyo 2013 (Global Entertainment Music) Discos Fuentes |

## Congos de Oro
Otorgado en el Festival de Orquestas del Carnaval de Barranquilla:
| Año  | Trabajo nominado        | Categoría | Resultado |
| ---- | ----------------------- | --------- | --------- |
| 2006 | Richie Ray & Bobby Cruz | Salsa     | Ganador   |
| 2010 | Richie Ray & Bobby Cruz | Salsa     | Ganador   |